# Азибаал (царь Библа)
Азибаал (Ази-Баал, Озбаал; «Баал силён»; финик. 𐤏𐤆𐤉𐤁𐤏𐤋, Azi-ba‘al, Oz-ba‘al) — царь Библа в первой половине IV века до н. э.

## Биография
Азибаал — сын верховного жреца финикийской богини Баалат-Гебал Палтибаала и Батноам. Единственный письменный источник, сообщающий об этом правителе Библа — надпись на найденном в 1929 году саркофаге его матери. Также монограммы Азибаала содержатся на отчеканенных в Библе монетах.
Среди ориенталистов нет единодушия, является ли упомянутый в надписи на саркофаге Бантоам «жрец» Палтибаал одним лицом с одноимённым царём Библа. Если эти две персоны тождественны, то Азибаал унаследовал библский престол после смерти своего отца. Правление Азибаала датируют первой половиной IV века до н. э. В качестве более точных упоминаются различные даты от 394 до 348 года до н. э. включительно. Вероятно, его преемником был Адрамелех.
О правлении Азибаала никаких других свидетельств в древних исторических источниках не сохранилось. Известно только, что в то время Библ, также как и другие города Финикии, подчинялся верховной власти правителей Ахеменидской державы.